# Microneta iracunda
Microneta iracunda är en spindelart som först beskrevs av O. Pickard-Cambridge 1879.  Microneta iracunda ingår i släktet Microneta och familjen täckvävarspindlar.
Artens utbredningsområde är Lettland. Inga underarter finns listade i Catalogue of Life.